# Chaud (album)
Albums de Luce
Première Phalange
(20 juin 2011)
Chaud est le second album studio de la chanteuse française Luce, sorti le 23 février 2015. L'album a été écrit en collaboration avec plusieurs artistes de la chanson française, dont Mathieu Boogaerts, Joseph Chedid, Zaf Zapha, Noémie Brosset, Maryvette Lair, Cléa Vincent et Hélène Pince.

## Liste des chansons
| No  | Titre         | Auteur                   | Durée |
| --- | ------------- | ------------------------ | ----- |
| 1.  | Malibu        |                          | 2:54  |
| 2.  | Quitte pas    |                          | 2:13  |
| 3.  | Let's go      |                          | 2:53  |
| 4.  | Polka         | Luce / Mathieu Boogaerts | 3:00  |
| 5.  | M'attends pas |                          | 2:55  |
| 6.  | Chat doux     |                          | 2:28  |
| 7.  | Vernis        |                          | 3:02  |
| 8.  | Ton crâne     |                          | 3:12  |
| 9.  | Dans ma maman |                          | 2:52  |
| 10. | Le feu au cul |                          | 2:36  |
| 11. | Chaussures    |                          | 2:53  |
| 12. | Sable         |                          | 3:12  |